# Isola delle Femmine
Isola delle Femmine est une commune italienne de la province de Palerme dans la région Sicile.

## Géographie
La commune inclut l'île du même nom.

## Histoire
La commune se trouve face à une île inhabitée qui pourrait avoir hébergé une prison pour femmes dans les années 1500. C'est une des origines possibles de son nom (« l'île des femmes »). Cette petite ville pourrait également s'appeler ainsi en hommage à Eufemio qui aurait joué un rôle dans la défense de la ville sous Roger II, ou également de « fim » (en langue arabe), qui voudrait dire « embouchure ».

## Culture
Les parents du joueur de baseball Joe DiMaggio sont originaires d'Isola Delle Femmine.
Les grands-parents paternels de l'actrice Claudia Cardinale sont originaires d'Isola delle Femmine.

## Administration
| Période                                  | Période  | Identité           | Étiquette | Qualité |
| ---------------------------------------- | -------- | ------------------ | --------- | ------- |
| 14 juin 2004                             | En cours | Gaspare Portobello |           |         |
| Les données manquantes sont à compléter. |          |                    |           |         |

### Communes limitrophes
Capaci, Palerme, Torretta